# Bi-2
Bi-2 (ryska: Би-2), är ett ryskt rockband som bildades i Belarus år 1988.
De har släppt åtta studioalbum mellan 1998 och 2011. Vid MTV Russia Music Awards år 2007 tog de emot priset för "bästa rock".

## Diskografi

### Album
- 1998 - Бесполая и грустная любовь
- 2000 - Би-2
- 2001 - Мяу кисс ми
- 2004 - Иnoмарки
- 2006 - Moloko
- 2009 - Лунапарк
- 2010 - О чем говорят мужчины
- 2011 - Spirit
- 2014 - #16плюс
- 2017 - Горизонт событий
- 2022 - Аллилуйя